# ティーガーII
ティーガーII（独: Panzerkampfwagen VI Tiger Ausführung B "Tiger II"、パンツァーカンプ（フ）ヴァーゲン ゼクス ティーガー アウスフュールンク ベー "ティーガー ツヴァイ"）は、第二次世界大戦のドイツの重戦車（70トン級）であるVI号戦車の通称。VI号戦車にはI型とII型の2種類の戦車が存在し、それぞれティーガーI、ティーガーIIと呼ばれる。本稿での表記はティーガーIIで統一する。
ノルマンディー戦線と独米戦 (1944-45)でこの戦車を見たアメリカ軍は「キング・タイガー」と呼び、イギリス軍は「ロイヤル・タイガー」とあだ名した。この渾名がドイツに逆輸入され、「ケーニッヒス・ティーガー（Königstiger）」（ドイツ語での意味は「王の虎」、ベンガルトラ）と翻訳された。なおソ連赤軍からはパンターの発展型と解釈され、前線では「新型豹戦車」と呼ばれた。
「ティーガー ツヴァイ」のツヴァイは、ドライとの聞き間違いを避けるために、ツヴォーと言うこともある。

## 概要
設計概念はティーガーIを踏襲したが、車体には更なる重装甲、重武装が施され、パンターと同じように傾斜装甲が採用された。車体のデザインはティーガーIよりもむしろパンターの発展型といえるが、トランスミッションはティーガーIの流れを汲んだものである。
ティーガーIIの車台（シャーシ）は、ティーガーIIとほぼ併行して開発されていたヤークトティーガーにも、車台を延長して流用された。
装甲厚は、車体前面150 mm、車体側面80 mm、砲塔前面185 mm（ポルシェ）/180 mm（ヘンシェル）、砲塔側面80 mmであった。砲塔後部側面の装甲が貫徹され弾薬庫の弾薬が被弾誘爆する可能性を兵器局から指摘されたが、砲塔側面に予備履帯を装着することで問題を解決した。これらの重装甲により、ティーガーIIの重量は68.5トンから69.8トンにも及んだ。
主武装には、8.8 cm KwK 43/2 L/71戦車砲を装備した。この長砲身の主砲は、距離1,000 mで、PzGr. 39/43（APCBC-HE、被帽付徹甲榴弾）を使用した場合は165 mm厚、PzGr. 40/43（APCR、タングステン硬芯徹甲弾）では193 mm厚、の30度の傾斜鋼板を貫徹可能であった。（「PzGr.」とは、PanzerGranate（パンツァーグラナーテ）の略称で、｢徹甲榴弾｣を表す。）
ティーガーIIが戦線に投入された時点で、その重装甲および強力な主砲に対抗できる戦車は、事実上存在しなかった。これは西部戦線で特に顕著で、イギリス、アメリカ両軍は対抗しうる重戦車を保有していなかった。戦闘中にその前面装甲を貫通した事例の記録・証言が現在に至るまで発見されていないことが、本車の防御力の高さを証明している。防御陣地に配備されたティーガーIIはその重装甲の効果を遺憾なく発揮したが、機動性に乏しく攻勢時にはさほど威力を発揮できず、期待をかけていたヒトラーの失望を誘った。

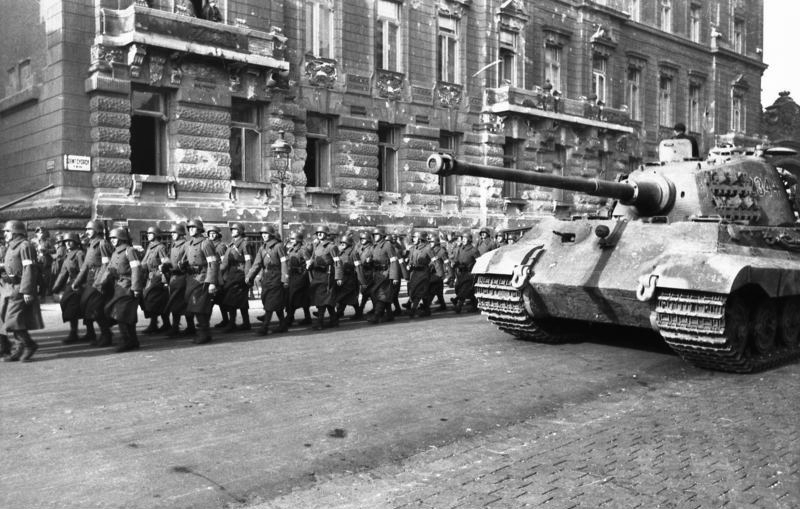
ブダでの第503重戦車大隊のティーガー（1944年10月）

ティーガーIIの開発は大戦後半であり、試作車も含めて1943年9月から1945年3月の生産終了までに489両と比較的少数の生産に終わった。これは、生産工程が複雑であるのに加え、1944年9月から空爆により何度も工場が破壊され生産が中断したことが大きく、計画通りであれば更に650両をこえるティーガーIIが完成していたはずであったという。
他のドイツ戦車同様にティーガーIIはガソリンエンジンを装備したが、より軽いパンターやティーガーIに装備された物と同じであったため、慢性的に出力不足に悩まされた。本車は第二次世界大戦中に使用された他の重戦車同様、大量の燃料を消費した。これは補給が不足がちな大戦後半には運用上深刻な問題となった。戦闘で撃破されたティーガーIIよりも、燃料切れや故障で放棄された車両の方が多かったという。

## 設計

### 砲塔

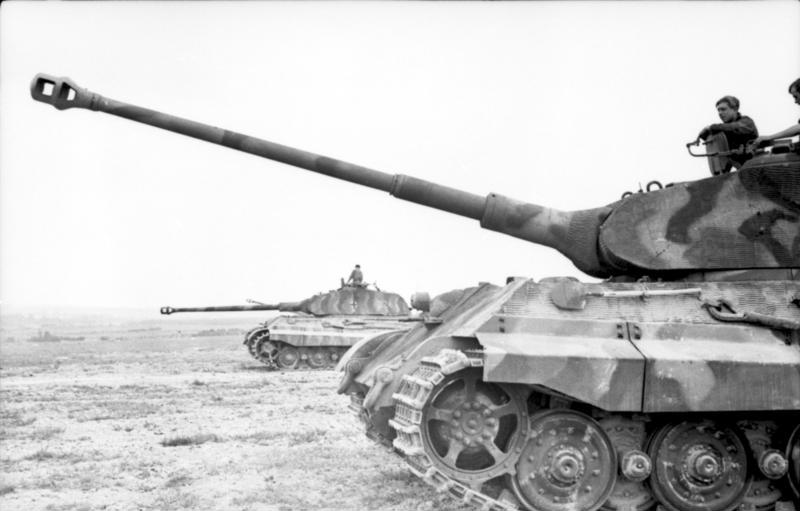
第503重戦車大隊第3中隊のポルシェ砲塔型。
砲塔前面の装甲が大きく湾曲している

本車の開発はヘンシェルおよびポルシェの両社に発注され、各社用の砲塔がクルップ社によってそれぞれ設計された。どちらも前面の厚い装甲と長い砲身の重量バランスをとるため、カウンターウエイトの役を果たすため後部が延長されており、内部は即応砲弾用のラックになっていた。また、トーションバー・サスペンションのせいで床下に脱出ハッチを設置できず、代わりに砲塔後部に置かれた。キューポラはティーガーIの中期型以降と同じ、ペリスコープによる間接視認型であった。
初期量産型の50両の曲線の強い砲塔は"ポルシェターレット"と呼ばれ、ポルシェ社の試作車両にも用いられていたことからポルシェデザインとよく誤解されているが、実際にはクルップ社のデザインである。これは避弾経始に優れたデザインではあったが、T-34やIS-2、パンター（G型の初期型まで）同様に、湾曲した100mm厚の砲塔前面下部への命中弾がショットトラップ（跳弾して防御の弱い車体天板や砲塔リングを貫通する）を生じ、容易に撃破される危険があった。
ポルシェ社の設計案VK4502(P)は、VK4501(P)の時と同様、駆動に大型電動モーターを使用するガス・エレクトリック方式であったが、貴重な戦略物資である銅を多く消費するという問題もあった。VK4502(P)は砲塔が車体前方にあるV型と後方にあるH型の二種の設計案が計画されたが、砲塔部品が先行量産された段階で開発は中止され、試作のみに終わった。
クルップ社から送られた部品をヴェクマン社で組み立てたポルシェ型砲塔は、流用され、ヘンシェル社のVK4503(H)の車体に搭載され、初期量産型の50両となった。
以降はヘンシェル社のティーガーH3用砲塔"ヘンシェルターレット"が搭載された。このヘンシェル型砲塔は直線主体のデザインで、切り立った180mmもの前面装甲と、円錐型防盾のザウコフ（「豚の鼻」の意）により高い防御力を誇った。
だが、ティーガーIIの装甲も決して無敵ではなく、122mm戦車砲 D-25Tや、17ポンド砲のAPCRで、ヘンシェル型砲塔の前面装甲を貫徹することが可能であった。

### 機械的な問題

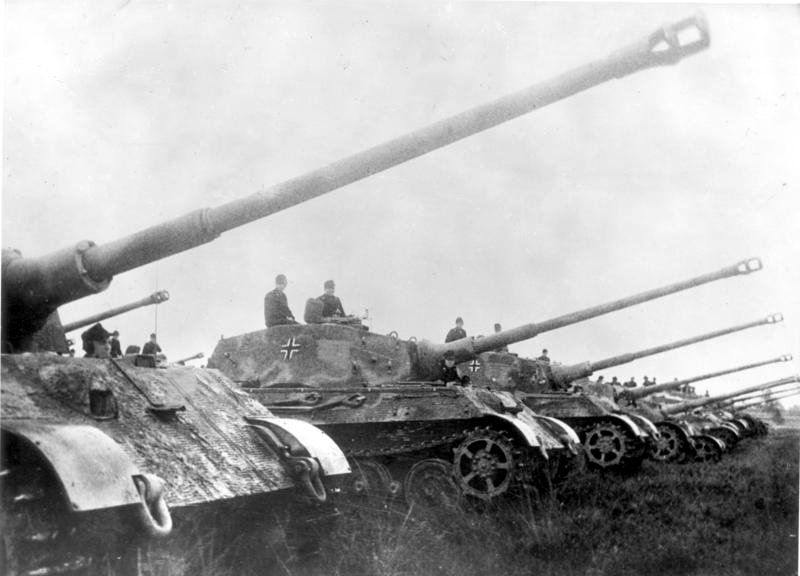
第503重戦車大隊の整列したティーガー。
全ての車輛が鉄道輸送用履帯を履いている

戦況が悪化するとティーガーII生産工場から戦線へ直接送られることとなった。生産後の検品やテストが省略された結果、多くの機械的トラブルが発生し、特にトランスミッションは車体重量のため頻繁に故障した。生産初期のトラブルは深刻なもので、例えば極初期型を指揮戦車として受領した第316無線操縦戦車中隊の5両は、直接交戦する以前に故障により爆破放棄されるに至っている。また、第501重戦車大隊でも当初、最終減速機のトラブルが原因で保有する45両中8両のみという、極めて低い稼働率であった。
さらにエンジンはより軽量なパンターと同じマイバッハ HL230を流用したことも悪影響をもたらした。パワーウェイトレシオがティーガーIより低くなっており、走行時は全開運転をしなければ移動できないことが多かったため、オーバーヒートが頻発した。
ヘンシェル社の主任設計者、エルヴィン・アーダースは「故障はティーガーIIがテスト結果を考慮せずに生産に入ったため生じた」と語っている。エンジンと動力機関は重量のため過重な負担が生じ、より多くのテストと問題解決が必要であった。しかし、充分なメンテナンスと適切な取り扱いにより状況は改善され、終戦間近の1945年3月15日付の状況報告書によると、稼働率は59%と、同時期のIV号戦車の62%に近い値であった。

## 生産
ティーガーIIの生産は1,500両が発注されたが、試作車両も入れて総生産数は485-492両と見られる。本格的生産は1944年中頃から第二次世界大戦の終了まで行われた。
- 1943年：3両（1両）
- 1944年：377両（379両）
- 1945年：107両（112両）

各車両は個々の砲塔番号が記入された。
- ギアボックス: Maybach OLVAR EG 40 12 16 B（前進8段、後進4段）
- 無線機: FuG 5, Befehlswagen version: FuG 8 (Sd. Kfz. 267), FuG 7 (Sd. Kfz. 268)
- 搭載弾薬: 88 mm - 80発（ポルシェ砲塔）, 86発（ヘンシェル砲塔）, 7.92 mm - 5,850発以上
- 照準器: Turmzielfernrohr 9d (TZF 9d), 初期型は TZF 9b

## 運用

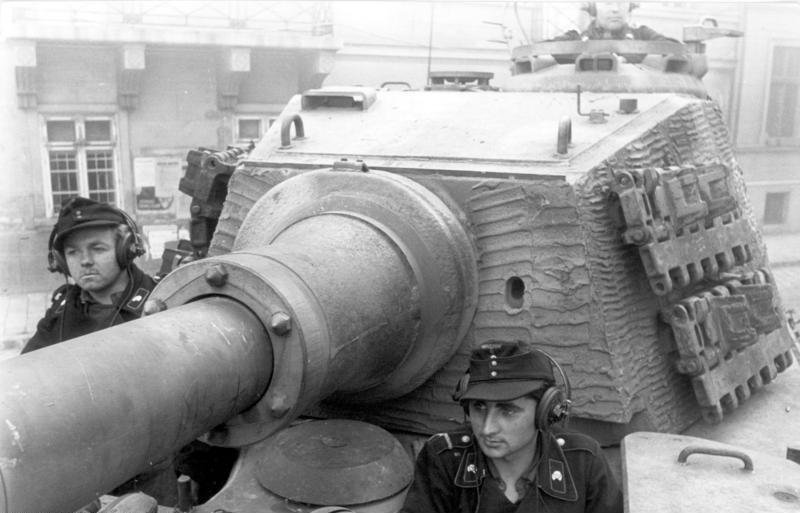
パンツァーファウスト作戦でブダペストに進駐した、再編成された第503重戦車大隊の車両

ティーガーIIの実戦投入は第503重戦車大隊による1944年7月18日のノルマンディー上陸作戦での戦闘が最初である。同大隊は東部戦線で大きく消耗した後、1944年6月にティーガー45両で再編成がなされ、その内の12両がポルシェ砲塔を装備したティーガーIIであった。東部戦線では第501重戦車大隊が1944年6月25日から8月7日にかけて45両のティーガーIIを受領、8月12日にヴィスワ川上のバラノフ橋頭堡での戦いに使用した。その後もバルジの戦い、春の目覚め作戦、ベルリンの戦いなど弾薬・燃料不足に苦しみながらも要所要所に投入された。
結果的にドイツ軍が守勢一方となってから実戦投入されたことで、ティーガーIIはその重装甲と強火力の威力を発揮できたといえる。実際、最後の攻勢であるバルジの戦いでも、パイパー戦闘団にSS第501重戦車大隊（一部SS第509重戦車大隊より編入した車両もあり）の約20両が参加しているが、先頭に立って戦ったのは35両ずつのIV号戦車とパンターで、最後尾を進む本車はカーブの多い狭い小道を進撃中に、頻繁なギアチェンジにより最終減速機を破損し脱落するものが相次いでいる。また春の目覚め作戦に参加した本車も、その重量から地面が陥没してしまい放棄されるなど実力に対して散々な結果を残している。
ティーガーIIの主砲は、実戦に投入された全ての敵戦車の有効射程外からの射撃で撃破が可能であった。なお、有効射程はT-34の3倍近くあったといわれている。

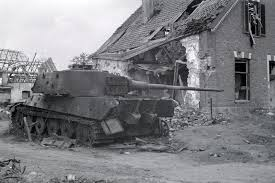
マーケット・ガーデン作戦でイギリス軍の空挺兵に撃破されたティーガーII

最大の特長でもあった重装甲や強力な火力が、市街戦などの狭い戦場では却って仇となることもあった。マーケット・ガーデン作戦では、ヴィルヘルム・ビットリヒ親衛隊中将の第2SS装甲軍団の60輌ものティーガーIIが、杜撰な作戦計画でオランダの街アーネム近郊で孤立していたイギリス第1空挺師団を殲滅するために投入されたが、イギリス第1空挺師団が立て籠もっていたオーステルベークは、街路が狭いうえに地盤が干拓地の軟弱地盤で、あまりに重い車体のため、軟弱地盤にはまり込んで移動すら困難を極めた。また、どうにか軟弱な地盤を避けても、ティーガーIIが通過した土地の地盤は引きはがされて耕地のようになり、方向転換すれば道路の舗装を引っぺがしてしまった。戦闘となっても、近接戦闘では折角の強力な88㎜砲や重装甲を活かすことができず、わずかな対戦車砲とPIATの攻撃で次々と撃破されてしまった。
また、燃費が路上でリッター162メートルと機動力が欠けていることもあり、大戦末期で燃料不足の中、燃料切れで立ち往生し、無傷のまま放棄される車両も多数あった。

### ギャラリー

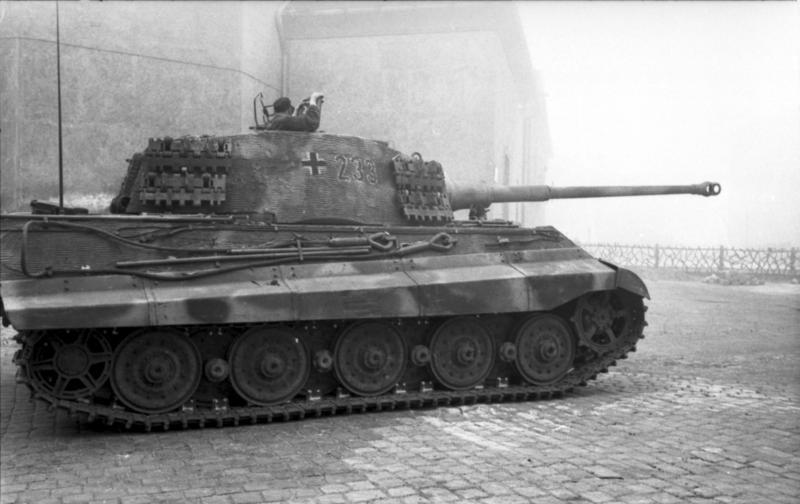
ブダペストのティーガーII。1944年10月
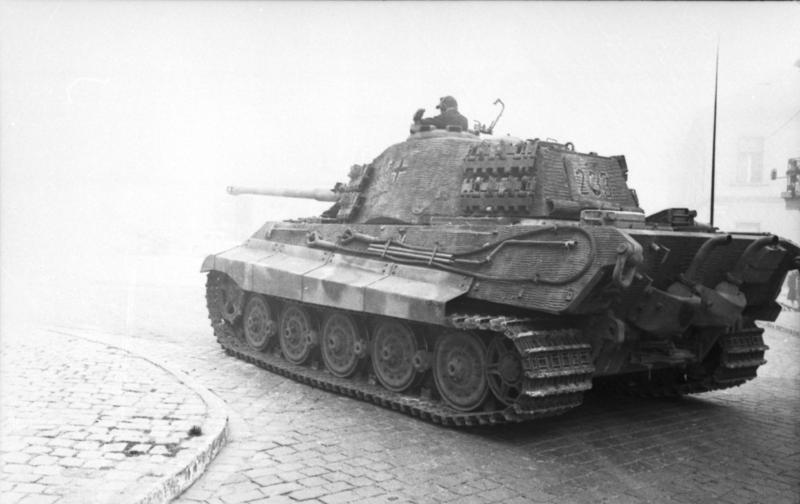
ブダペストのティーガーII。1944年10月
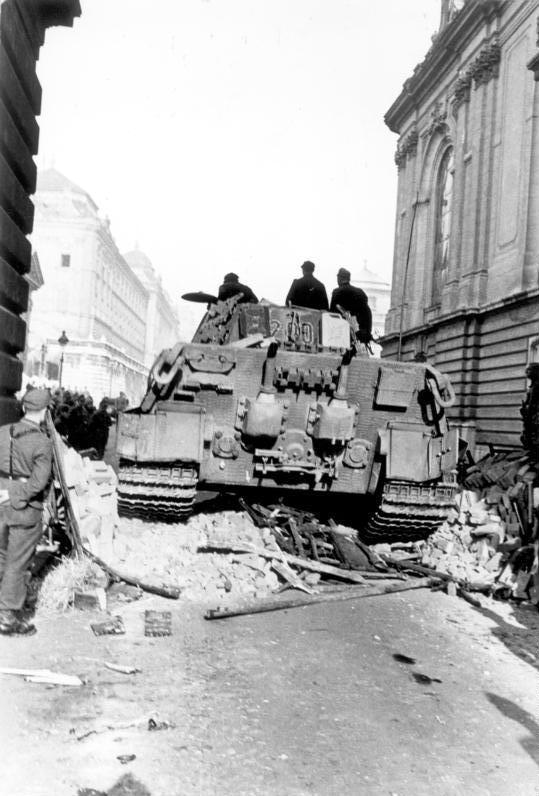
ブダペストのティーガーII、作戦行動中。車体後部が確認できる。1944年10月
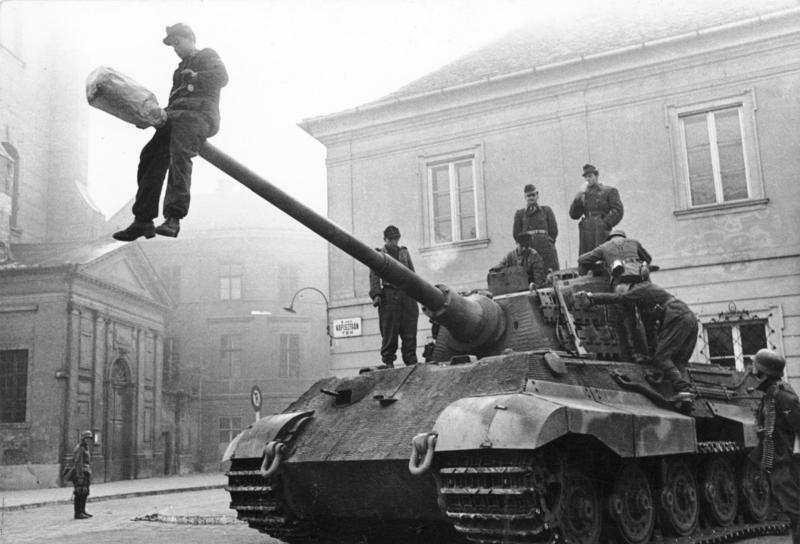
ブダペストのティーガーII
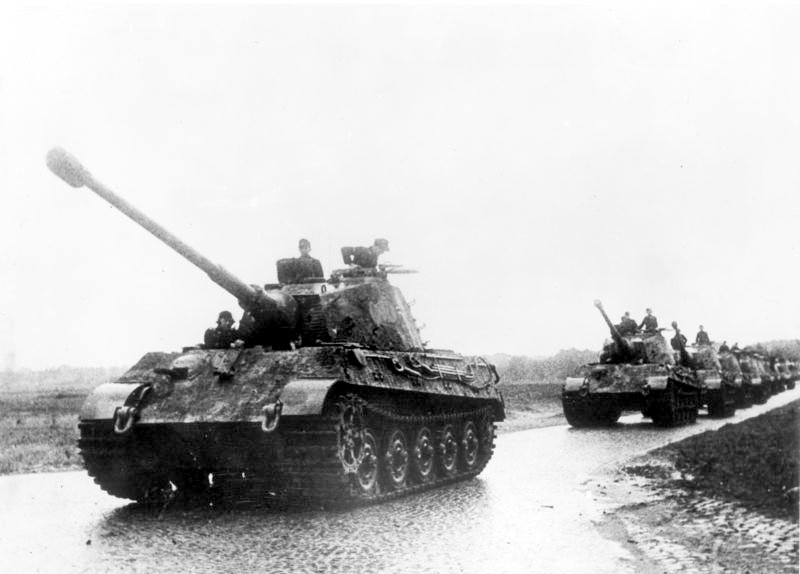
縦列を組むティーガーII。1944年
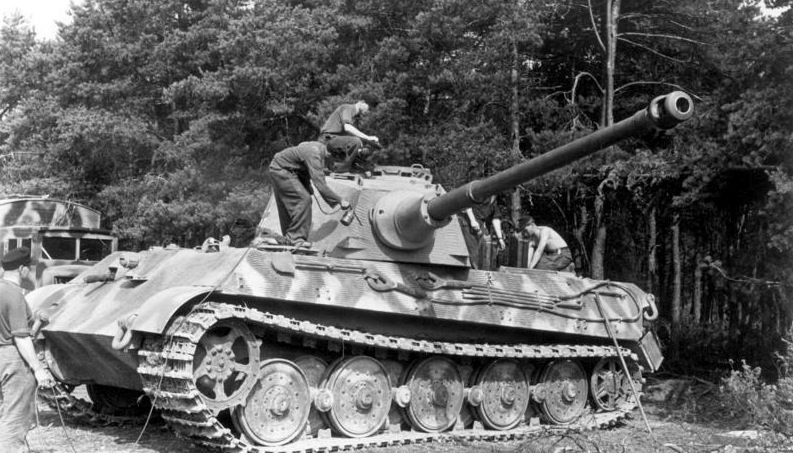
整備中のティーガーII

## 名称の変遷
当初「ティーガーH3」と呼ばれていたが、1943年3月13日より「ティーガーII」に変更された。書類上の制式名称は「装甲戦闘車両ティーガー（8.8cm）（Sd.Kfz.182）B型」または略して「ティーガーB型」。「ケーニッヒスティーガー」の名は1945年1月初旬の報告書の中で非公式に使われているのが確認されている。なお記録上「VI号戦車〜」と書かれたものは少なく、むしろ「ティーガーII」「ティーガーB型」の方がニックネームではなく制式名称である。

## 日本語での表記
Königsの日本語読みの表記は、「ケーニッヒス」「ケーニヒス」「ケーニクス」などいろいろあり、ドイツ語でも方言により変化がある。1970年代後半、戦車専門誌である『月刊PANZER』の編集部が西ドイツ（当時）大使館に電話して訊ねたところ、「ケーニクスである」と回答されたため、以来同誌ではそう表記されている。

## バリエーション
ティーガーII（ポルシェ砲塔型、前期型）
クルップ社がデザインし、ポルシェ社が生産した砲塔を搭載したティーガーII。初期型であり、防御力の問題などから、のちにヘンシェル砲塔型ティーガーIIに生産ラインは切り替わっていった。
ティーガーII（ヘンシェル砲塔型、後期型）
ヘンシェル社が設計した砲塔を搭載したティーガーII。ポルシェ砲塔型に比べ、防御力なども向上している。ポルシェ砲塔型から引き続き車体表面にはツィンメリット・コーティングが施されていたが、1944年9月に国防軍での使用が廃止されて以降はコーティングを省略して製造されるようになった。

## 派生型
ヤークトティーガー
Jagdtiger (Sd.Kfz.186)
ティーガーIIをベースに開発された、12.8cm砲を搭載した駆逐戦車。
Gerät 809
ティーガーIIをベースとした対戦車自走砲。173mmカノン砲を搭載している。
モックアップが一両制作されたのみで、量産はされなかった。
E-75
ティーガーIIの後継計画車両。

## 現存車輌
| 写真 | 所在地                            | 所有者                           | 公開状況 | 状態                  | 備考 |
| ---- | --------------------------------- | -------------------------------- | -------- | --------------------- | --- |
|      | フランス ソミュール               | ソミュール戦車博物館             | 公開     | 動態保存              | 唯一実働可能な車両。全体にツィンメリット・コーティングが施されている。1944年8月23日、フランスのブルエイユ＝アン＝ヴェクサンで乗組員により放棄され、9月にフランス軍が回収しイシー＝レ＝ムリノー工廠でテストが行われた。1975年に同博物館が取得。 |
|      | イギリス ボービントン             | ボービントン戦車博物館           | 公開     | 静態展示              | ポルシェ砲塔車両。ヘンシェル社によって製造された2番目の試作車両であり、1944年1月に完成。戦闘部隊には配備されず、ヘンシェル社内で各種試験用に運用された。終戦後、ハウステンベック（現シュランゲン）にある試験場でイギリス軍によって捕獲された。足回りのパーツは試験場に放棄されていた他の車両のものに置き換えられている。この車両のエンジンはタイガー131のレストアに利用された。                            |
|      | イギリス ボービントン             | ボービントン戦車博物館           | 公開     | 静態展示              | SS第501重戦車大隊所属車両で、シュリヴェンハム防衛アカデミーからの貸し出し品。ツィンメリット・コーティングが施されている。1944年8月29日、ボーヴェの近くでM4中戦車数両と交戦し最終減速器を損傷し擱坐。後日第23槍騎兵中隊のロバート軍曹がこの擱坐車両を射撃し戦果を報告している。 |
|      | ベルギー ラ・グレーズ             | 44年12月博物館                   | 公開     | 静態展示              | SS第501重戦車大隊所属車両。バルジの戦いでベルギーのラ・グレーズ村まで達した所で燃料不足に陥り、1944年12月25日、パイパー戦闘団の撤退時に自爆処分された6両の内の1両。米軍がスクラップとして処分するはずだったが、村人がコニャック1本と引き替えに購入、展示物となり1951年にベルギー軍により現在の位置に移動。1972年に修復され、失われたマズルブレーキを第150戦車旅団の偽装M10パンターの残骸から流用している。 |
|      | ロシア モスクワ                   | クビンカ戦車博物館               | 公開     | 静態展示              | 第501重戦車大隊の所属車両（第502号車）で、1944年8月13日、ヴィスワ川流域にあるオグルドウでソ連軍に鹵獲された指揮戦車型車両。ソ連軍において初めてティーガーIIと遭遇してこれを撃破した戦車英雄、アレクサンドル・オスキン指揮下のT-34-85に撃破された車両である。 |
|      | アメリカ フォート・ムーア         | アメリカ陸軍装甲騎兵コレクション | 公開     | 静態展示              | SS第501重戦車大隊所属車両。バルジの戦いが行われていた1944年12月25日に、ベルギーのプティクー（現スタヴロ）の近くでアメリカ軍が捕獲。1945年2月にアバディーン試験場でテストが行われた。内部が観察できるように装甲の一部がカットされている。 |
|      | スイス フル＝ロイェンタール       | スイス軍事博物館                 | 公開     | 静態展示 (レストア中) | この車両の正確な来歴は不明で、戦後にフランス軍から取得したものとされている。以前はトゥーン戦車博物館に展示されていた。現在スイス軍事博物館にて走行、砲塔回転、砲の俯仰など、完全可動状態を目指して修復中。。 |
|      | ドイツ ムンスター                 | ムンスター戦車博物館             | 公開     | 静態展示              | SS第501重戦車大隊所属車両。燃料不足で放棄された後、1944年9月にフランスのラ・カペルで捕獲された。砲身の先端と砲口制退器は復元。 |
|      | フランス フォントネ＝サン＝ペール |                                  |          |                       | 1944年8月26日に爆撃で生じたクレーターに転落し、放棄された車両。現在はD913道路の下に埋められている。2001年に部分的な発掘調査が行われ、砲塔が回収された。現在、財政上の理由からさらなる発掘は中止されている。 |